# David Abulafia
David Samuel Harvard Abulafia (Twickenham, 12 dicembre 1949) è uno storico britannico.

## Biografia
Abulafia è nato a Twickenham in una famiglia di antiche ascendenze ebraico sefardite, che nel 1492 lasciò la Spagna per trasferirsi in Galilea, dove ha vissuto per secoli a Tiberiade. Sua moglie Anna Sapir Abulafia è anch'essa una storica, che si è occupata delle relazioni cristiano–giudaiche.
È stato professore di Storia del Mediterraneo all'Università di Cambridge dal 2000, e Fellow del Gonville and Caius College di Cambridge dal 1974. Abulafia ha pubblicato diversi libri sulla storia del Mediterraneo medievale, in particolare sul Regno di Sicilia, Napoli e sui domini Aragonesi, e il quinto volume della New Cambridge Medieval History. Al centro della sua attenzione è soprattutto la storia economica e l'incontro nel Mediterraneo delle tre grandi fedi monoteiste. Fra le sue opere più note, l'acclamata biografia Federico II: un imperatore medioevale, pubblicata in Inghilterra nel 1988, e uscita in Italia nel 1990, tuttora presente nel catalogo Einaudi.
Nel 2011 pubblica The Great Sea, che adotta un approccio storiografico sul Mediterraneo, differenziandosi da quello invalso con Fernand Braudel, il celebre storico francese della École des Annales: spaziando dal 22000 a.C. al 2010; nel 2019, esce The Boundless Sea, che impiega la stessa prospettiva, enfatizzando il ruolo della politica marittima nella storia politica, culturale ed economica dell'umanità. L'opera ha vinto il Wolfson History Prize. In Italia Abulafia collabora con InsideOver, testata online di approfondimento geopolitico e di politica esteri de Il Giornale a partire dal dicembre 2021.

## Opere
- Le due Italie. Relazioni economiche fra il Regno normanno di Sicilia e i comuni settentrionali (The Two Italies. Economic Relations between the Norman Kingdom of Sicily and the Northern Communes, 1977), nota introduttiva di Giuseppe Galasso, Napoli, Guida Editori, 1991, ISBN 88-7835-075-3.
- Federico II. Un imperatore medievale (Frederick II. A Medieval Emperor, 1988), traduzione di Gianluigi Mainardi, Biblioteca di cultura storica n.180, Torino, Einaudi, 1990, ISBN 978-88-06-11798-6.
- I regni del Mediterraneo occidentale dal 1200 al 1500. La lotta per il dominio (The Western Mediterranean Kingdoms 1200-1500. The Struggle for Dominion, 1997), traduzione di F. De Luca, Collana Storia e società, Roma, Laterza, 1999, ISBN 978-88-420-5780-2.
- David Abulafia-Massimo Naro, Il Duomo di Monreale. Lo splendore dei mosaici, Collana Arte e Fede, Castel Bolognese, Itaca, 2009, ISBN 978-88-526-0167-5.
- La scoperta dell'umanità. Incontri atlantici nell'età di Colombo (The Discovery of Mankind: Atlantic Encounters in the Age of Columbus, 2008), traduzione di G. Arganese, Biblioteca storica, Bologna, Il Mulino, 2010, ISBN 978-88-15-13973-3.
- Il Grande Mare. Storia del Mediterraneo (The Great Sea: A Human History of the Mediterranean, 2011), traduzione di L. Vanni, Collezione Le Scie, Milano, Mondadori, 2013, ISBN 978-88-04-63097-5.
- Storia marittima del mondo. Quattro millenni di scoperte, uomini e rotte (The Boundless Sea: A Human History of the Oceans, 2019), traduzione di Massimo Parizzi e Chiara Rizzo, Collezione Le Scie, Milano, Mondadori, 2020, ISBN 978-88-047-2906-8.